# Tall al-Dżajir
Tall al-Dżajir (arab. تل الجاير) – wieś w Syrii, w muhafazie Al-Hasaka. W 2004 roku liczyła 1376 mieszkańców.